# Radio Friendly
«Radio Friendly: Джингли перемоги» — 8-й студійний альбом гурту Вертеп.

## Трекліст
1. Гімн співай (Jingle)
2. Масляна
3. Від Карпат до Криму (Jingle)
4. Не опускай рук
5. Слухай своїх (Jingle)
6. Ультрас Андрійко (Acoustic)
7. Казки про село Легедзине (feat Лiрник Сашко) (Jingle)
8. Чито Гврито (Пліч - О-пліч)
9. Тримайте порох сухим (Jingle)
10. Капелан (feat Отець Дмитро Поворотній)
11. Рабів до Раю не пускають (feat Лiрник Сашко) (Jingle)
12. Осінь (На пiвдень)
13. За тих, хто в морi (Jingle)
14. Побратим
15. З роду - вiку (feat Лiрник Сашко) (Jingle)
16. Група крові (Zozulya)
17. Янголи (Jingle)
18. Рай Розвився (feat Гоша Хом'як)
19. Гора (feat Юрай Курай) (Jingle)
20. Як на Рождество
21. Гімн України

## Музиканти
- Тимофій Хом'як — вокал (1,3-6,8-10,13,14,16,18,21), музика, аранжування, перкусія, продюсування, тексти (1-21)
- Олексій Бондаренко — вокал (2,8,12,14,17,18), вірші (2,8,12), музика (2,3,5,9,11,12,14,15,17-20), акустична гітара, губна гармошка (17)
- Олена Калиняк — вокал (2,4,8,10,12,14,16,18,20,21), музика та аранжування (4,10,12,20)
- Микола Константинов — вокал (4,6,8,10,12-14,16,18,21), ударні та перкусія (1,4-6,8-12,14-19), музика та аранжування (4,6,13,14,16,17,19,21), акустична гітара (6,10), бас-гітара (14)
- Андрій Попов — усі гітари, музика (4,6,8,10,12,14,17,18,20,21)
- Віктор Чорнокнижний — вокал (8,14,16,18,21), баян (2,5,8,10-12,14,16,18,20,21), аранжування та програмування (2,15,20), запис та зведення (2,20), губна гармошка (21)
- Георгій Хом'як — голос (18)
- Людмила Хом'як — вокал (18)

### Запрошені
- Дмитро Поворотний (капелан УПЦ КП) — голос, молитва (10)
- Лірник Сашко — голос, текст (7,11,15)
- Мишко Адамчак — сопілка (19)
- Юрай Курай — голом (19)
- Аліса Підгайна, Наталка Бабак, Еліна Рамазанова, Рустем, Феріде та Севілє Куртвелієви — вокал (4)

### Запис та оформлення
- Дмитро Розмериця — запис, зведення, аранжування, програмування (8,14), фото, дизайн диску
- Андрій Карачун — гітара, запис та зведення, аранжування, звукорежисура, програмування (1,3,4,5,9,11,12,15,16,17,21)
- Андрій Підгайний — вокал, гітара, запис, аранжування (4)
- Андрій Жуковицький — дизайн

## Про альбом
До альбому увійшла 21 композиція записана в 2014-2016 роках.
- 11 пісень – українською, грузинською, кримськотатарською мовами
- на вірші Сергія Жадана ("Капелан"), Тетяни Малахової ("Ультрас Андрійко"), Юрка Покальчука ("Не опускай Рук"), Віктора Цоя ("Група крові"), Галини Кузьменко (Савчук) ("Побратим"), Олексія Бондаренка та 10 музичних джинглів.[1]